# 松平頼永 (伊予西条藩嗣子)
松平 頼永（まつだいら よりなが）は、江戸時代後期の伊予国西条藩の世嗣。官位は従四位下・侍従。

## 生涯
文政10年（1827年）2月14日、陸奥国守山藩主・松平頼慎の三男として誕生。幼名は悌五郎。天保14年（1843年）12月8日、伊予国西条藩主・松平頼学の長女と婚姻して婿養子となり、弘化元年（1844年）12月16日には従四位下・侍従に叙任された。
嘉永元年（1848年）11月21日、家督相続前に死去した。享年22（満21歳没）。代わって、頼学の実子（五男）頼英が世嗣となった。